# Malcolm mittendrin/Staffel 3
Diese Liste enthält alle Episoden der dritten Staffel der US-amerikanischen Comedyserie Malcolm mittendrin, sortiert nach der US-amerikanischen Erstausstrahlung. Die Folgen wurden vom 11. November 2001 bis zum 12. Mai 2002 auf dem US-amerikanischen Sender Fox erstausgestrahlt und dabei durchschnittlich von etwa 13 Millionen Zuschauern gesehen, womit Malcolm mittendrin in der Fernsehsaison 2001/2002 auf den 25. Platz in der Liste der meistgesehenen Serien in den USA kam. Die deutschsprachigen Erstausstrahlungen sendete ProSieben vom 8. März bis zum 2. August 2003.

## Episoden
| Nr. (ges.) | Nr. (St.) | Deutscher Titel                    | Originaltitel        | Erstausstrahlung USA | Deutschsprachige Erstausstrahlung (D) | Regie         | Drehbuch                               | Prod. Code |
| --- | --------- | ---------------------------------- | -------------------- | -------------------- | ------------------------------------- | ------------- | -------------------------------------- | ---------- |
| 42 | 1         | Ein Urlaub mit Mädchen und Fischen | Houseboat            | 11. Nov. 2001        | 8. März 2003                          | Todd Holland  | Bob Stevens                            | 06-01-301  |
| – Quoten - D–Quoten (ab 3 J.): 1,1 Mio. - D–Marktanteil (ab 3 J.): 6,5 % - D–Quoten (14–49 J.): 0,9 Mio. - D–Marktanteil (14–49 J.): 12,6 % |           |                                    |                      |                      |                                       |               |                                        |            |
| 43 | 2         | Rebellion gegen das System         | Emancipation         | 14. Nov. 2001        | 15. März 2003                         | James Simons  | Alan J. Higgins                        | 06-01-302  |
| – Quoten - D–Quoten (ab 3 J.): 0,98 Mio. - D–Marktanteil (ab 3 J.): 6,1 % - D–Quoten (14–49 J.): N/A - D–Marktanteil (14–49 J.): N/A        |           |                                    |                      |                      |                                       |               |                                        |            |
| 44 | 3         | Flucht aus dem Alltag              | Book Club            | 18. Nov. 2001        | 22. März 2003                         | Todd Holland  | Alex Reid                              | 06-01-304  |
| – |           |                                    |                      |                      |                                       |               |                                        |            |
| 45 | 4         | Die erste große Liebe              | Malcolm's Girlfriend | 25. Nov. 2001        | 29. März 2003                         | Ken Kwapis    | Ian Busch                              | 06-01-305  |
| – Quoten - D–Quoten (ab 3 J.): 0,97 Mio. - D–Marktanteil (ab 3 J.): N/A - D–Quoten (14–49 J.): 0,81 Mio. - D–Marktanteil (14–49 J.): N/A    |           |                                    |                      |                      |                                       |               |                                        |            |
| 46 | 5         | Tauschgeschäfte                    | Charity              | 2. Dez. 2001         | 5. Apr. 2003                          | Jeff Melman   | Gary Murphy & Neil Thompson            | 06-01-303  |
| – Quoten - D–Quoten (ab 3 J.): 0,98 Mio. - D–Marktanteil (ab 3 J.): N/A - D–Quoten (14–49 J.): N/A - D–Marktanteil (14–49 J.): N/A          |           |                                    |                      |                      |                                       |               |                                        |            |
| 47 | 6         | Nervenspiele                       | Health Scare         | 9. Dez. 2001         | 12. Apr. 2003                         | Todd Holland  | Dan Kopelman                           | 06-01-307  |
| – Quoten - D–Quoten (ab 3 J.): 0,91 Mio. - D–Marktanteil (ab 3 J.): N/A - D–Quoten (14–49 J.): N/A - D–Marktanteil (14–49 J.): N/A          |           |                                    |                      |                      |                                       |               |                                        |            |
| 48 | 7         | Das Weihnachts-Dilemma             | Christmas            | 16. Dez. 2001        | 19. Apr. 2003                         | Jeff Melman   | Maggie Bandur & Pang-Ni Landrum        | 06-01-306  |
| – |           |                                    |                      |                      |                                       |               |                                        |            |
| 49 | 8         | Poker                              | Poker                | 6. Jan. 2002         | 26. Apr. 2003                         | Ken Kwapis    | Michael Borkow                         | 06-01-308  |
| – |           |                                    |                      |                      |                                       |               |                                        |            |
| 50 | 9         | Die Katalog-Braut                  | Reese's Job          | 20. Jan. 2002        | 3. Mai 2003                           | Todd Holland  | Gary Murphy & Neil Thompson            | 06-01-310  |
| – |           |                                    |                      |                      |                                       |               |                                        |            |
| 51 | 10        | Basketball-Krieg                   | Lois's Makeover      | 27. Jan. 2002        | 10. Mai 2003                          | Jeff Melman   | Michael Glouberman & Andrew Orenstein  | 06-01-311  |
| – |           |                                    |                      |                      |                                       |               |                                        |            |
| 52 | 11        | Das Firmenpicknick – Teil 1        | Company Picnic (1)   | 3. Feb. 2002         | 17. Mai 2003                          | Todd Holland  | Janae Bakken                           | 06-01-313  |
| – |           |                                    |                      |                      |                                       |               |                                        |            |
| 53 | 12        | Das Firmenpicknick – Teil 2        | Company Picnic (2)   | 3. Feb. 2002         | 24. Mai 2003                          | Todd Holland  | Janae Bakken                           | 06-01-314  |
| – Quoten - D–Quoten (ab 3 J.): 0,66 Mio. - D–Marktanteil (ab 3 J.): N/A - D–Quoten (14–49 J.): N/A - D–Marktanteil (14–49 J.): 11,5 %       |           |                                    |                      |                      |                                       |               |                                        |            |
| 54 | 13        | Fahrerflucht                       | Reese Drives         | 10. Feb. 2002        | 31. Mai 2003                          | Jeff Melman   | Michael Glouberman & Andrew Orenstein  | 06-01-309  |
| – |           |                                    |                      |                      |                                       |               |                                        |            |
| 55 | 14        | Busenfreunde                       | Cynthia's Back       | 17. Feb. 2002        | 7. Juni 2003                          | Ken Kwapis    | Maggie Bandur & Pang-Ni Landrum        | 06-01-312  |
| – |           |                                    |                      |                      |                                       |               |                                        |            |
| 56 | 15        | Das neue Familienmitglied          | Hal's Birthday       | 3. März 2002         | 14. Juni 2003                         | Levie Isaacks | Alex Reid                              | 06-01-316  |
| – |           |                                    |                      |                      |                                       |               |                                        |            |
| 57 | 16        | Trainer Hal                        | Hal Coaches          | 10. März 2002        | 21. Juni 2003                         | Jeff Melman   | Ian Busch                              | 06-01-319  |
| – |           |                                    |                      |                      |                                       |               |                                        |            |
| 58 | 17        | Deweys Hund                        | Dewey's Dog          | 7. Apr. 2002         | 28. Juni 2003                         | Bob Stevens   | Michael Glouberman & Andrew Orenstein  | 06-01-318  |
| – |           |                                    |                      |                      |                                       |               |                                        |            |
| 59 | 18        | Wer ist der Beste?                 | Poker 2              | 21. Apr. 2002        | 5. Juli 2003                          | Jeff Melman   | John Bradford Goodman                  | 06-01-322  |
| – |           |                                    |                      |                      |                                       |               |                                        |            |
| 60 | 19        | Beim Psychiater                    | Clip Show            | 28. Apr. 2002        | 12. Juli 2003                         | Jamie Babbit  | Michael Borkow & Alex Reid             | 06-01-321  |
| – |           |                                    |                      |                      |                                       |               |                                        |            |
| 61 | 20        | Verschworene Geschworene           | Jury Duty            | 1. Mai 2002          | 19. Juli 2003                         | Ken Kwapis    | Pang-Ni Landrum, Dan Danko & Tom Mason | 06-01-320  |
| – |           |                                    |                      |                      |                                       |               |                                        |            |
| 62 | 21        | Cliquenkampf                       | Cliques              | 5. Mai 2002          | 26. Juli 2003                         | Jeff Melman   | Michael Borkow                         | 06-01-317  |
| – |           |                                    |                      |                      |                                       |               |                                        |            |
| 63 | 22        | Der Affe                           | Monkey               | 12. Mai 2002         | 2. Aug. 2003                          | Ken Kwapis    | Dan Kopelman                           | 06-01-315  |
| – |           |                                    |                      |                      |                                       |               |                                        |            |

## Anmerkung
1. ↑  James Simons wird in den Credits von Folgen von Malcolm mittendrin stets „Jimmy Simons“ genannt.